# Аль-Кусейр (район)
Аль-Кусейр (араб. منطقة القصير) — район (мінтака) у Сирії, входить до складу провінції Хомс. Адміністративний центр — м. Аль-Кусейр.
Адміністративно поділяється на 2 нохії:
- Аль-Кусейр-Центр
- Аль-Хуз

| Сирія | Це незавершена стаття з географії Сирії. Ви можете допомогти проєкту, виправивши або дописавши її. |